# Kollemorten
Kollemorten er en by i Sydjylland med 367 indbyggere  (2024), beliggende 4 km vest for Vonge, 9 km øst for Give og 27 km nordvest for Vejle. Byen hører til Vejle Kommune og ligger i Region Syddanmark. På ældre kort kaldes byen også Nørre Kollemorten til forskel fra landsbyen Sønder Kollemorten 1 km mod syd.
Kollemorten ligger på Hærvejen 5 km syd for vandskellet ved Tinnet Krat, hvor Gudenå og Skjern Å udspringer. 2 km nord for byen ligger Øster Nykirke meget synligt på en bakketop, når man kommer fra syd ad Hærvejen. Kollemorten hører til Øster Nykirke Sogn, som indtil 1. oktober 2010 også omfattede Vonge Kirkedistrikt, der nu er et selvstændigt sogn.

## Faciliteter
Kollemorten og nabobyen Vonge, der altså har været i samme sogn og stadig er i samme pastorat, deler mange faciliteter og udgør ét lokalsamfund (Øster Nykirke Skoledistrikt), som overfor Vejle Kommune repræsenteres af lokalrådet Hatten. Vonge-Kollemorten Hallen ligger i Vonge og bruges bl.a. af Øster Nykirke Idræts Forening, der er grundlagt i 1868. I tilknytning til hallen og skolen findes klubben Hattehuset, der er et fritidstilbud til de større børn.
Skolebørnene går indtil 6. klasse i Øster Nykirke Skole, der ligger i Vonge sammen med SFO'en Regnbuen, men Kollemortens tidligere skole, der blev nedlagt i 1990, er blevet til børnehaven Kolbøtten, også til børn fra Vonge. Den blev oprettet i 2005 ved sammenlægning af Koloritten i Kollemorten og Krudthuset i Vonge. Den er normeret til 50-70 børn og har adgang til bl.a. gymnastiksal. Den tidligere skole rummer også Hærvejscentret med legestue for dagplejen, teatergarderobe, lokaler til spejderne og til Borgerforeningen, der står for udlejning af 6 hytter, som benytter centrets bad og toilet og er nogle af de primitive overnatningspladser langs Hærvejen.
Byens nuværende forsamlingshus Kollemortenhus ligger på Hærvejen. Det er indviet i 1936 og udvidet to gange i 1970'erne. Byen har også købmandsforretning.

## Historie
I 1906 beskrives Kollemorten således: "Kollemorten (Nørre- og Sønder-K.), ved den gamle Oksevej, med Skole, Mølle og Kro, Forsamlingshus (opf. 1899) mellem Kollemorten og Vonge."
Målebordsbladet fra 1800-tallet viser en markedsplads i Nørre Kollemorten, og de to gårde i Sønder Kollemorten har endnu ikke fået dette navn. Målebordsbladet fra 1900-tallet viser et jordemoderhus i Nørre Kollemorten.

### Jernbanen
Kollemorten fik station på Horsens Vestbaner i 1929, hvor Horsens-Tørring Banen blev forlænget til Thyregod. Horsens Vestbaner indstillede persontrafikken i 1957 og blev helt nedlagt i 1962. Stationsbygningen er bevaret på Banevænget 20. Nordvest for byen - i Hårsbjerg Plantage - er en del af banens tracé bevaret, mere eller mindre tilgængeligt.